# 3453 Достојевски
3453 Достојевски (3453 Dostoevsky) је астероид главног астероидног појаса чија средња удаљеност од Сунца износи 2,386 астрономских јединица (АЈ).
Апсолутна магнитуда астероида је 11,8.